# Le Pirate (film, 1973)
 (décembre 2017).
Si vous disposez d'ouvrages ou d'articles de référence ou si vous connaissez des sites web de qualité traitant du thème abordé ici, merci de compléter l'article en donnant les références utiles à sa vérifiabilité et en les liant à la section « Notes et références ».
Pour les articles homonymes, voir Le Pirate.
Pour plus de détails, voir Fiche technique et Distribution.
Le Pirate (大海盜, Da hai dao) est un film hongkongais co-réalisé par Chang Cheh, Pao Hsueh-li et Wu Ma et sorti en 1973. 

## Synopsis
Le pirate Cheung Po Tsai doit affronter les manigances d'un de ses anciens subordonnés, Hua Er Dao, tandis que le gouvernement charge le général Wu de s'emparer de lui. Malgré leur rivalité professionnelle, naitra entre les deux hommes une amitié virile à coloration homoérotique typiquement "changienne" nourrie de combats au corps à corps sur une plage.

## Fiche technique
- Titre : Le Pirate
- Titre anglais : The Pirate
- Titre original : 大海盜 (Da hai dao)
- Réalisation : Chang Cheh, Pao Hsueh-li, Wu Ma
- Scénario : Ni Kuang
- Direction des combats : Tang Chia, Liu Chia-liang
- Société de production : Shaw Brothers
- Pays d'origine : Hong Kong
- Langue originale : mandarin
- Format : Couleurs - 2,35:1 - Mono - 35 mm
- Genre : Film d'aventure, Film d'arts martiaux
- Durée : 96 min
- Date de sortie : 1973

## Distribution
- Ti Lung : Cheung Po Tsai
- David Chiang : le général Wu
- Tien Ching : Xiang You Lun
- Shih Tien : maître Bai
- Yuan Man-tzu : Hai Tang
- Fan Mei-sheng : Hua Er Dao, un pirate ambitieux
- Yu Feng : une demoiselle